# K. G. Ohlsson
K. G. Ohlsson-Jad (egentligen Karl Gustav Olsson) född 2 november 1949 i Lysvik och uppvuxen i Fryksdalen är en svensk målare.
Ohlsson är autodidakt som konstnär och har medverkat i samlingsutställningar på bland annat Norrbottens museum, Jönköpings museum, Sailomuseet i Finland, Kunstnerernes Hus i Oslo, Konstfrämjandet i Värmland, Liljevalchs vårsalong, Sollentuna Art Fair och LRF:s Framtidssverigemässa i Älvsjö 1993. 
Hans konst består av egensinniga och detaljrika gouacher i litet format ofta med kyrkor och hamnmotiv. Bland hans offentliga arbeten märks utsmyckningar för Torsby sjukhus och en triptyk för Stjerneskolan i Torsby. 
Han har tilldelats Torsby kommuns kulturstipendium 2008, Värmlands konstförenings ungdomsstipendium, Statens arbetsbidrag, Pingels ungdomsstipendium och Svensk-Norska samarbetsfonden. 
Ohlsson är representerad på Värmlands museum, Statens konstråd, Värmlands läns landsting och i de flesta kommunala samlingarna i Värmland samt Södertäljes och Jönköpings kommun.